# Ibrahim Blati Touré
Ibrahim Blati Touré (Bouaké, Costa de Marfil, 4 de agosto de 1994) es un futbolista costamarfileño con nacionalidad burkinesa e internacional por Burkina Faso, que juega como centrocampista en las filas del Pyramids F. C. de la Premier League de Egipto.

## Trayectoria
Blati Touré pasó por las canteras del Rayo Vallecano y el Recreativo de Huelva, antes de emprender su aventura por Europa. Cedido por el club onubense jugó una temporada en el Evian francés, donde alternó entre su filial y el primer equipo, de la Ligue 2. Luego pasó por el Omonia Nicosia, de la máxima categoría de Chipre, antes de incorporarse en marzo de 2018 al AFC Eskilstuna, de la segunda división sueca, donde disputó un total de 16 partidos (15 como titular).
En agosto de 2018 se convirtió en el quinto fichaje del Córdoba C. F. para la temporada 2018-19 en la Segunda División.

## Clubes
| Club                                 | País     | Año       |
| ------------------------------------ | -------- | --------- |
| Rayo Vallecano "B"                   | España   | 2013-2014 |
| Atlético Onubense                    | España   | 2014-2016 |
| Évian Thonon Gaillard F. C. (cedido) | Francia  | 2015-2016 |
| A. C. Omonia Nicosia                 | Chipre   | 2016-2018 |
| AFC Eskilstuna                       | Suecia   | 2018      |
| Córdoba C. F.                        | España   | 2018-2019 |
| Vitória Guimarães                    | Portugal | 2019-2020 |
| AFC Eskilstuna                       | Suecia   | 2021      |
| Pyramids F. C.                       | Egipto   | 2022-     |